# Jim Thorpe, Pennsylvania
Jim Thorpe là một thị trấn thuộc quận Carbon, tiểu bang Pennsylvania, Hoa Kỳ. Năm 2010, dân số của thị trấn này là 4781 người.